# Temmen-Ringenwalde
Temmen-Ringenwalde è un comune di 487 abitanti del Brandeburgo, in Germania.

Appartiene al circondario dell'Uckermark ed è parte della comunità amministrativa di Gerswalde.

## Storia
Il comune di Temmen-Ringenwalde venne creato il 31 dicembre 2001 dalla fusione dei comuni di Ringenwalde e di Temmen.

## Geografia antropica
Nel territorio comunale sono presenti le località abitate di Ahlimbswalde, Alt-Temmen, Hessenhöhe, Julianenhof, Libbesicke, Luisenau, Neu-Tremmen, Poratz e Ringenwalde.